# Anna Trintscher

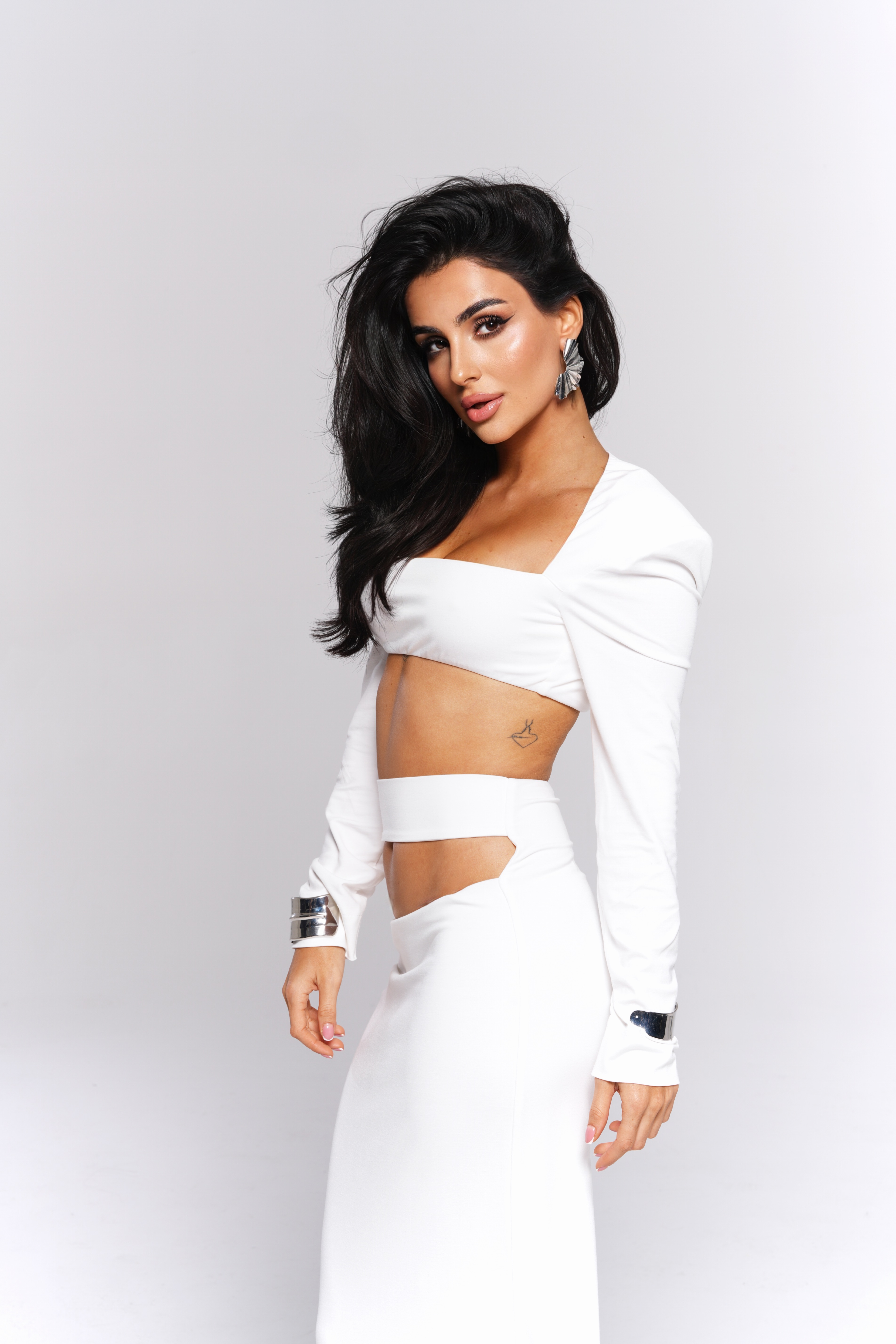
Anna Trintscher, 2025

Anna Trintscher (ukrainisch Анна Трінчер, englische Transkription: Anna Trincher; * 28. August 2001 in Kiew) ist eine ukrainische Sängerin. Sie vertrat die Ukraine beim Junior Eurovision Song Contest 2015 mit dem Lied Pochny z sebe (ukrainisch Почни з себе, deutsch Beginne mit dir selbst), nachdem sie am 22. August 2015 die nationale Vorentscheidung gewonnen hat.

## Leben und Karriere

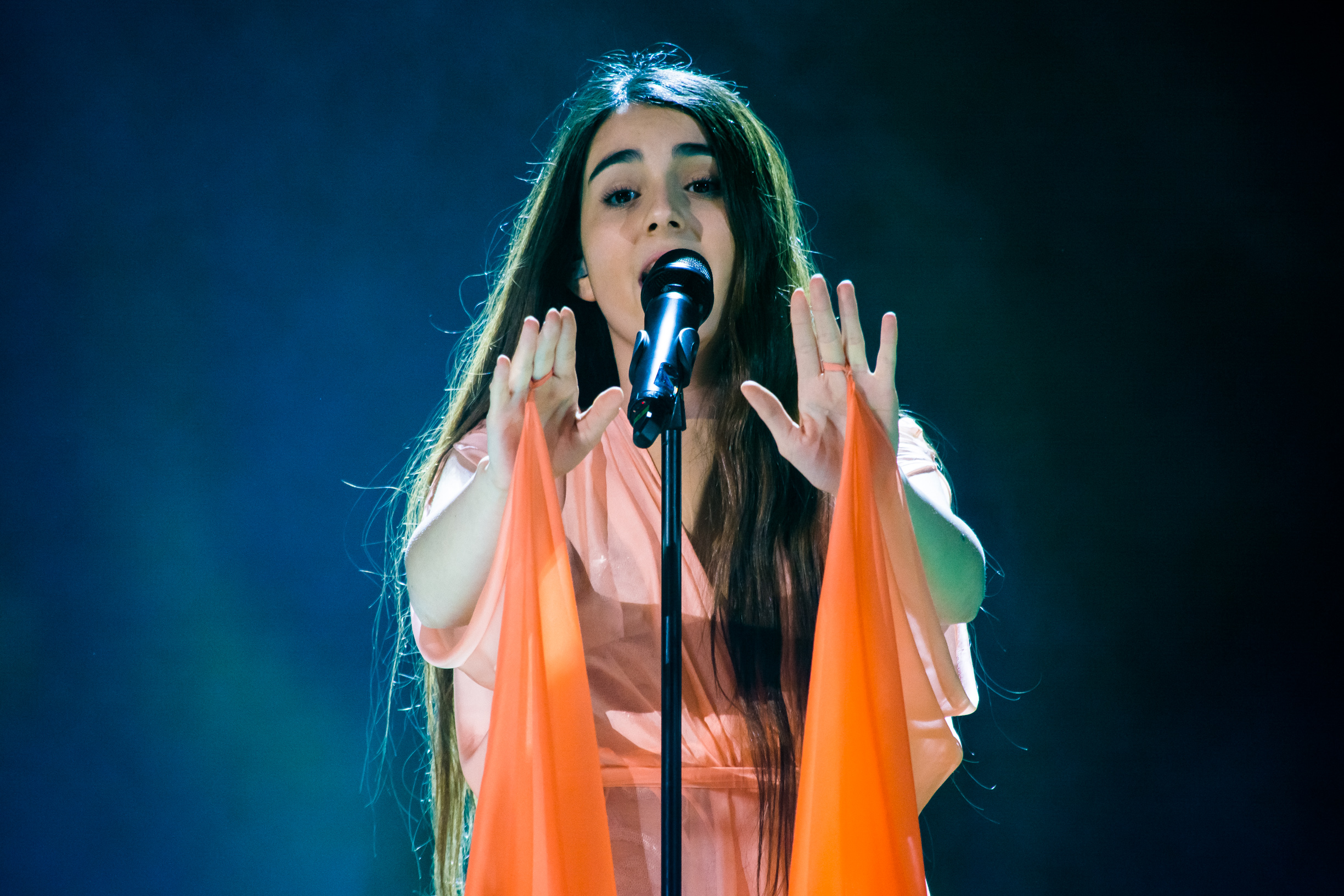
Anna Trintscher beim Junior Eurovision Song Contest 2015

Anna Trintscher wurde am 28. August 2001 in Kiew geboren, wo sie bis heute lebt. Im Alter von neun Jahren begann sie zu singen und nahm an verschiedensten Wettbewerben teil, wie unter anderem an The Voice Kids (ukrainisch Голос. Діти), Junior New Wave Contest und dem ukrainischen nationalen Finale für den Junior Eurovision Song Contest 2015.
Trintscher versuchte bereits 2014, ihr Land beim Junior Eurovision Song Contest zu vertreten, und erreichte im nationalen Finale mit ihrem Lied Nebo snaje (ukrainisch Небо знає, deutsch Der Himmel weiß) den 13. Platz. Später nahm sie an der zweiten Staffel von The Voice Kids teil, wo sie beim Casting das Lied Let It Be sang, und erreichte die nächste Runde, die sie gegen Michajlo Zar verlor. 2015 nahm sie am Junior New Wave Contest teil und erreichte den 11. Platz. 2015 versuchte sie erneut, die Ukraine beim Junior Eurovision Song Contest zu vertreten, jetzt mit ihrem Lied Potschny s sebe (ukrainisch Почни з себе, deutsch Beginn mit dir selbst), und gewann am 22. August das nationale Finale. Sie vertrat die Ukraine am 21. November in Sofia, Bulgarien, beim Junior Eurovision Song Contest 2015 und erreichte dort mit 38 Punkten den 11. Platz.

## Diskografie

### EPs
- 2021: Kiss

### Singles (Auswahl)
- 2014: Небо знає
- 2015: Почни з себе
- 2020: Метелики
- 2021: Ти робив мені каву (mit MBreeze)
- 2021: Лише тебе
- 2022: Не залишай
- 2022: Лише ти і я (mit Voloshyn)
- 2022: Який ти козак (mit POSITIFF)
- 2022: Зай
- 2023: Шлях до Перемоги (mit POSITIFF & Olya Polyakova)
- 2023: Очі
- 2023: Цілуй (mit DEMCHUK)
- 2023: Колоски
- 2024: Бар за баром
- 2024: Зі смаком вишні
- 2024: Не знаю (mit CHEEV)
- 2024: Треш
- 2025: Зірочка палай

## Auszeichnungen
- 2015: Gewinnerin von Best Covers
- 2015: Gewinnerin des ukrainischen nationalen Finales für den Junior Eurovision Song Contest 2015